# Développement du canon biblique chrétien
Les canons bibliques chrétiens sont les livres que les chrétiens considèrent comme divinement inspirés et qui constituent une Bible chrétienne. Les livres qui constituaient les canons bibliques chrétiens de l'Ancien et du Nouveau Testament ont généralement été établis au Ve siècle, malgré certains désaccords savants, pour l'ancienne Église indivise (traditions catholique et orthodoxe orientale, avant le schisme est-ouest).
Le canon catholique a été établi lors du Concile de Rome (382). Ce même Concile a chargé Jérôme de Stridon de compiler et de traduire ces textes canoniques dans la Bible de la Vulgate latine. À la suite de la Réforme protestante, le Concile de Trente (1546) a affirmé que la Vulgate était la Bible catholique officielle afin de répondre aux changements apportés par Martin Luther dans sa traduction allemande récemment achevée, qui était basée sur le grec original des textes qui le composent. Les canons de l'Église d'Angleterre et des presbytériens anglais ont été décidés définitivement par les trente-neuf articles (1563) et la confession de foi de Westminster (1647), respectivement. Le Synode de Jérusalem (1672) a établi des canons supplémentaires qui sont largement acceptés dans toute l'Église orthodoxe.

## Développement du canon de l'Ancien Testament
Martin Luther, tenant aux précédents juifs et à certains précédents antiques, a placé les livres deutérocanoniques de l'Ancien Testament de sa traduction de la Bible dans une section qu'il a intitulée Apocryphe (« caché »). La Confession de foi de Westminster, publiée en 1647, fut le premier document réformé à exclure l'Apocryphe du canon, conduisant à la suppression de ces livres dans des publications bibliques protestantes ultérieures. Pour contrer l'influence croissante des réformateurs, la quatrième session du Conseil catholique de Trente en 1546 a confirmé que les livres deutérocanoniques faisaient également autorité comme le Protocanonical dans le Canon de Trente, basant sa réfutation de la représentation de Martin Luther des textes apocryphes sur le premier canon chrétien publié qui s'inspirait des textes des Septante utilisés par les auteurs des 27 livres du Nouveau Testament.

## Développement du canon du Nouveau Testament
Le développement du canon du Nouveau Testament a été, comme celui de l'Ancien Testament, un processus graduel.
Irénée (mort vers 202) cite 21 livres qui finiront par faire partie du Nouveau Testament, mais n'utilisent pas Philémon, Hébreux, Jacques, 2 Pierre, 3 Jean et Jude. Au début du IIIe siècle, Origène d'Alexandrie utilisait peut-être les mêmes 27 livres que dans le Nouveau Testament moderne, bien qu'il y ait encore des différends sur la canonicité d'Hébreux, Jacques, 2 Pierre, 2 et 3 Jean et l'Apocalypse(voir aussi Antilegomena). De même, en 200, le fragment muratorien montre qu'il existait un ensemble d'écrits chrétiens quelque peu similaires à ce qui est aujourd'hui le Nouveau Testament, qui comprenait quatre évangiles et argumentait contre les objections à leur encontre. Ainsi, alors qu'il y avait beaucoup de discussions dans l'Église primitive sur le canon du Nouveau Testament, les écrits « majeurs » ont été acceptés par presque toutes les autorités chrétiennes au milieu du deuxième siècle. 
Dans sa lettre de Pâques de 367, Athanase, évêque d'Alexandrie, a donné une liste d'exactement les mêmes livres qui deviendraient officiellement le canon du Nouveau Testament, et il a utilisé le mot « canonisé » (kanonizomena) à leur sujet. Le premier concile qui accepta l'actuel canon catholique (le Canon de Trente) fut le concile de Rome, tenu par le pape Damase Ier (382). Un deuxième concile s'est tenu au Synode d'Hippone (393) réaffirmant la liste des conciles précédents. Un bref résumé des actes a été lu et accepté par le Conseil de Carthage (397) et le Conseil de Carthage (419).
Le dernier livre à être accepté universellement était le Livre de l'Apocalypse, bien qu'avec le temps, toute l'Église d'Orient ait également accepté. Ainsi, au Ve siècle, les Églises d'Occident et d'Orient s'étaient mises d'accord sur la question du canon du Nouveau Testament. Le Concile de Trente de 1546 a réaffirmé cette finalisation pour le catholicisme à la suite de la Réforme protestante. Les trente-neuf articles de 1563 pour l'Église d'Angleterre et la confession de foi de Westminster de 1647 pour les presbytériens anglais ont établi les finalisations officielles de ces nouvelles branches du christianisme à la lumière de la foi réformée. Le Synode de Jérusalem de 1672 n'a apporté aucune modification au canon du Nouveau Testament pour aucun orthodoxe, mais a résolu quelques questions sur certains des livres mineurs de l'Ancien Testament pour les Grecs orthodoxes et la plupart des autres juridictions orthodoxes (qui ont choisi de l'accepter),,.